# Schiltern (Dorfen)
Schiltern ist eine Gemarkung im oberbayerischen Landkreis Erding Bis Ende 1971 bestand die Gemeinde Schiltern mit dem Gemeindesitz in Oberschiltern.

## Geographie
Das Gemarkungsgebiet erstreckt sich vom mittleren Goldachlauf bis ins Zentrum des Gattergebirges und umfasst etwa 7,71 Quadratkilometer. Es liegt vollständig im Gemeindegebiet von Dorfen.
Wichtigstes Bauwerk auf der Gemarkung ist die Kirche St. Kolomann in der Einöde Sankt Colomann.

## Geschichte
Schiltern war der nördlichste Teil der Reichsgrafschaft Haag und kam mit ihr 1566 zum Herzogtum Bayern. Der Gemeindesitz der 1818 durch das bayerische Gemeindeedikt gegründeten Landgemeinde lag in Oberschiltern und der grundversorgende Kramerladen in Mitterschiltern. Namensgebend waren die jeweils nur einige hundert Meter auseinander liegenden Weiler Oberschiltern, Mitterschiltern und Unterschiltern. Die Gemeinde Schiltern hatte 1961 insgesamt 306 Einwohner auf 770,86 Hektar (1964). Von den 26 Ortsteilen waren weitere größere Weiler Oswaldberg, Zettl und Parschenberg. Sonst bestand die Gemeinde fast nur noch aus Einöden. Als 1971 die Bildung einer Großgemeinde Schwindkirchen-Wasentegernbach-Grüntegernbach-Schiltern scheiterte, schloss sich die im Landkreis Wasserburg liegende Gemeinde Schiltern zum 1. Juli 1972 größtenteils der Stadt Dorfen im Landkreis Erding an, während der Mayerhof an St. Wolfgang fiel und somit vorerst im Landkreis Wasserburg verblieb, der zum 1. Juli 1972 aufgelöst wurde.

## Wirtschaft
In Hinterberg oberhalb von Oberschiltern sowie in Forach befinden sich (neben Baier in Jeßling) die einzigen Übernachtungsbetriebe im Gattergebirge. Von Hinterberg und der Andrebauernkapelle hat man eine weite Aussicht in Richtung Norden, bei der man auf das Hügelland hinterm Isental und ins untere Goldachtal blicken kann.

## Kirchen
- St. Kastulus Oberschiltern, der um 1625 im spätgotischen Stil errichtete Bau ist von der Größe her fast noch eine Kapelle. Im dreijochigem Innern mit ⅜-Schluss hat sie ein schwach ausgebildetes Kreuzgewölbe mit stabförmigen Rippen. Im Westen besitzt die Kirche einen Spitzhelm-Dachreiter.
- St. Coloman (auch Colomann). Das spätgotische Kirche wurde im 16. Jahrhundert als Waldkapelle erbaut und dem hl. Koloman geweiht wie das Altarbild von 1720 zeigt, was auf einen frühen Verkehrsweg hinweisen mag. An der Westseite besitzt das Bauwerk einen Satteldachturm. Um 1678 wurde die Kirche barockisiert. Der Sebastianialtar geht auf die Pestzeit zurück, in der um Koloman ein Pestfriedhof vermutet wird. Bemerkenswert ist noch die spätgotische Marienfigur.Kirche St. Koloman

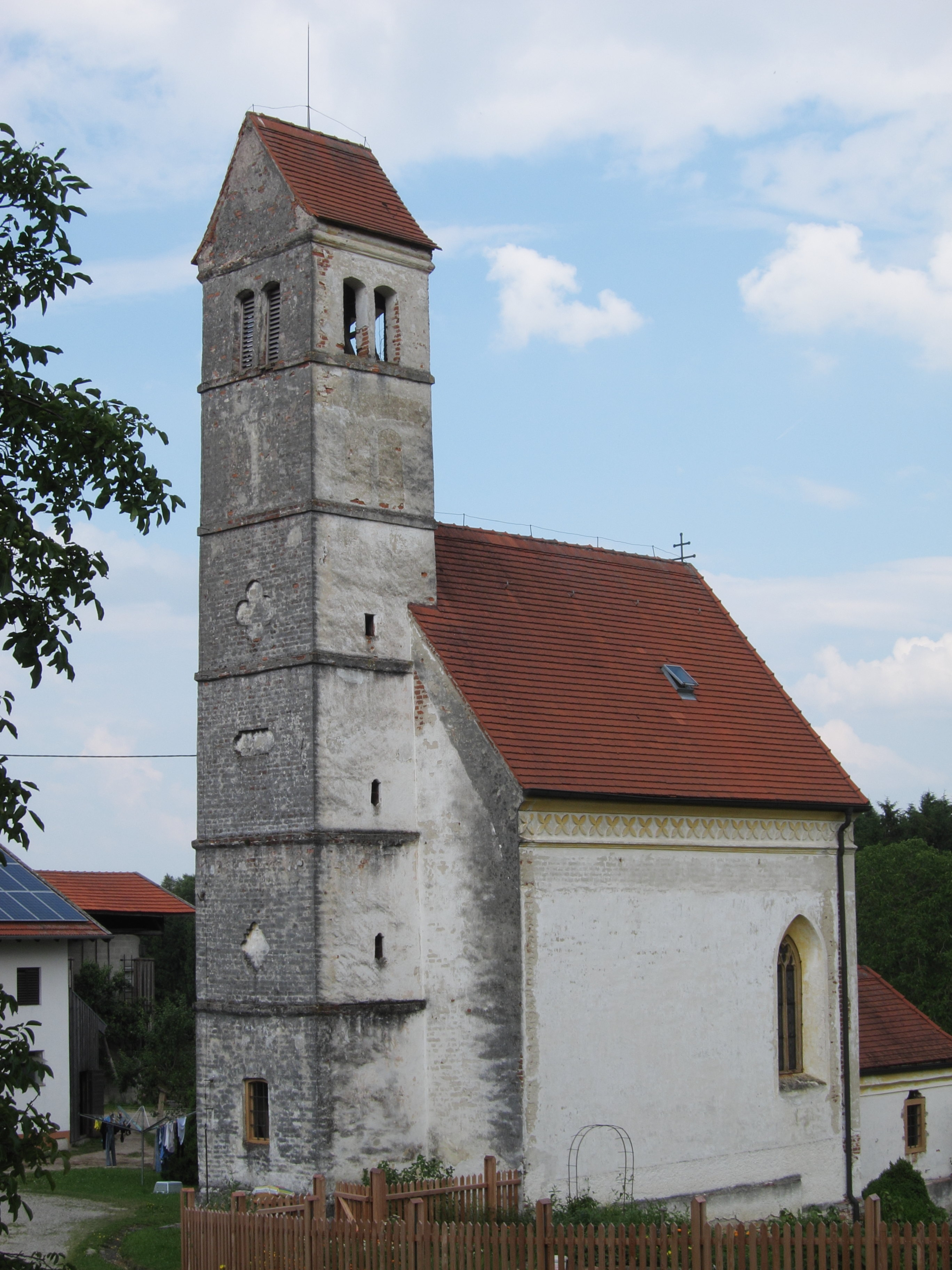
Kirche St. Koloman

- Andrebauernkapelle Oberlohe, dieses Gotteshaus wurde 1991/92 nach einem Votiv-Gelübde äußerlich im gotischen Stil errichtet. Es stellt eine stattliche Kapelle mit offener Vorhalle dar, dessen Chor als Mariengrotte ausgebildet ist. Jedes Jahr findet zu Mariä Geburt eine Lichterprozession von Schiltern zu dieser Kapelle statt.